# 지바데라역
지바데라역(일본어: 千葉寺駅)은 일본 지바현 지바시 주오구에 위치한 게이세이 전철 지하라 선의 철도역이다. 역 번호는 KS 61이며, 상대식 승강장 2면 2선의 구조가 가능하나, 현재는 단선 승강장 1면 1선의 구조를 갖춘 고가역이다.

## 타는 곳
| 1 | (미사용중으로 인한 폐쇄, 노선도 부설되지 않음) | (미사용중으로 인한 폐쇄, 노선도 부설되지 않음) | (미사용중으로 인한 폐쇄, 노선도 부설되지 않음)  |
| 2 | 지하라 선                                      | 상행                                           | 지바추오 · 후나바시 · 우에노 · 나리타 공항 방면 |
| 2 | 지하라 선                                      | 하행                                           | 오모리다이 · 지하라다이 방면                    |

## 이용 현황
| 연도별 1일 평균 하차 승차 인원 | 연도별 1일 평균 하차 승차 인원 | 연도별 1일 평균 하차 승차 인원 |
| 연도                           | 평균 하차 인원                 | 평균 승차 인원                 |
| ------------------------------ | ------------------------------ | ------------------------------ |
| 1992년                         |                                | 439                            |
| 1993년                         | 655                            |                                |
| 1994년                         | 735                            |                                |
| 1995년                         | 869                            |                                |
| 1996년                         | 930                            |                                |
| 1997년                         | 992                            |                                |
| 1998년                         | 1,063                          |                                |
| 1999년                         | 1,078                          |                                |
| 2000년                         | 1,239                          |                                |
| 2001년                         | 1,447                          |                                |
| 2002년                         | 2,965                          | 1,522                          |
| 2003년                         | 3,166                          | 1,619                          |
| 2004년                         | 3,424                          | 1,704                          |
| 2005년                         | 3,439                          | 1,714                          |
| 2006년                         | 3,479                          | 1,729                          |
| 2007년                         | 3,640                          | 1,805                          |
| 2008년                         | 3,838                          | 1,903                          |
| 2009년                         | 3,931                          | 1,951                          |
| 2010년                         | 3,959                          | 1,963                          |
| 2011년                         | 3,994                          | 1,985                          |
| 2012년                         | 4,162                          | 2,067                          |
| 2013년                         | 4,362                          | 2,171                          |
| 2014년                         | 4,551                          | 2,278                          |
| 2015년                         | 4,713                          | 2,362                          |
| 2016년                         | 4,747                          |                                |

## 역 주변
- JR 동일본 소가역
- 센요지
- 현립 아오바노모리 공원

## 인접 역
| 게이세이 전철 지하라 선      | 게이세이 전철 지하라 선 | 게이세이 전철 지하라 선          |
| ---------------------------- | ----------------------- | -------------------------------- |
| KS 60 지바추오 지바추오 방면 | 게이세이 지하라 선      | 오모리다이 KS 62 지하라다이 방면 |